# Ircinia verrucosa
Ircinia verrucosa är en svampdjursart som först beskrevs av Ferrer-Hernandez 1914.  Ircinia verrucosa ingår i släktet Ircinia och familjen Irciniidae. Inga underarter finns listade i Catalogue of Life.